# Diamond Life
| Críticas profissionais | Críticas profissionais |
| Avaliações da crítica  | Avaliações da crítica  |
| Fonte                  | Avaliação              |
| ---------------------- | ---------------------- |
| Allmusic               | [ 1 ]                  |
| BBC Music              | (favorável)            |
| Robert Christgau       | B                      |
| Rolling Stone          | [ 4 ]                  |
| Uncut                  | [ 5 ]                  |

Diamond Life é o álbum de estréia da banda britânica Sade, lançado em 28 de Julho de 1984 no Reino Unido e em 23 de Fevereiro de 1985 nos Estados Unidos. Este álbum está na lista dos 200 álbuns definitivos no Rock and Roll Hall of Fame.
O álbum foi um sucesso no mundo todo, onde produziu clássicos como "Your Love is King" e "Smooth Operator", estourando nas paradas do mundo todo. Teve ainda os singles "When Am I Going to Make a Living" e "Hang on to Your Love". Diamond Life foi o primeiro álbum do grupo a debutar no Top 10 da parada de álbuns Billboard 200.

## Faixas

### CD
1. "Smooth Operator" (Sade Adu, Ray St. John) – 4:57
2. "Your Love Is King" (Adu, Stuart Matthewman) – 3:41
3. "Hang on to Your Love" (Adu, Matthewman) – 5:55
4. "Frankie's First Affair" (Adu, Matthewman) – 4:39
5. "When Am I Going to Make a Living" (Adu, Matthewman) – 3:27
6. "Cherry Pie" (Adu, Matthewman, Andrew Hale, Paul S. Denman) – 6:20
7. "Sally" (Adu, Matthewman) – 5:23
8. "I Will Be Your Friend" (Adu, Matthewman) – 4:45
9. "Why Can't We Live Together" (Timmy Thomas) – 5:28

### Cassette
1. "Smooth Operator"/"Snake Bite" ("Snake Bite": Matthewman, Hale, Denman) – 7:28
2. "Your Love Is King" – 3:41
3. "Hang on to Your Love" – 5:55
4. "Frankie's First Affair" – 4:39
5. "When Am I Going to Make a Living" – 3:27
6. "Cherry Pie" – 6:20
7. "Sally" – 5:23
8. "I Will Be Your Friend" – 4:45
9. "Why Can't We Live Together" – 5:28
10. "Love Affair with Life" (Adu) – 4:35

## Presença em Trilhas Sonoras
Diamond life teve duas canções incluídas em trilhas sonoras de novelas. A primeira foi "Smooth Operator", inserida na trilha internacional de "A Gata Comeu", exibida em 1985. A canção foi colocada na trilha em substituição à Crazy For You de Madonna, não autorizada pela gravadora da artista. A outra canção foi "Hang On To Your Love", incluída no álbum, também internacional da primeira versão de "Ti Ti Ti", exibida entre 1985 e 1986.

## Paradas musicais e certificados
| Parada musical (1984/1985) | Melhor posição |
| -------------------------- | -------------- |
| Austrian Albums Chart      | 1              |
| Dutch Albums Chart         | 1              |
| German Albums Chart        | 1              |
| Norwegian Albums Chart     | 20             |
| Swedish Albums Chart       | 18             |
| Swiss Albums Chart         | 1              |
| UK Albums Chart            | 2              |
| E.U.A Billboard 200        | 5              |
| E.U.A. Top R&B Albums      | 3              |
| E.U.A. Top Jazz Albums     | 5              |

| Região                                                                                             | Certificação | Vendas     |
| -------------------------------------------------------------------------------------------------- | ------------ | ---------- |
| Austrália (ARIA)                                                                                   | 4× Platina   | 280,000^   |
| Canadá (Music Canada)                                                                              | 2× Platina   | 200,000^   |
| França (SNEP)                                                                                      | 2× Platina   | 1,348,400  |
| Alemanha (BVMI)                                                                                    | Platina      | 500,000^   |
| Países Baixos (NVPI)                                                                               | Platina      | 100,000^   |
| Reino Unido (BPI)                                                                                  | 4× Platina   | 1,200,000^ |
| Estados Unidos (RIAA)                                                                              | 4× Platina   | 4,000,000^ |
| *números de vendas baseados somente na certificação ^distribuições baseadas apenas na certificação |              |            |